# جينغا
جينغا هي لعبة ابتكرتها مصممة ألعاب اللوح والمؤلف البريطانية ليزلي سكوت  وسوقتها شركة هاسبرو الأمريكية. تلعب اللعبة عن طريق ترتيب مجموعة قوالب خشبية فوق بعضها حتى يصبح برج خشبي طويل، ثم يبدأ اللاعب في إزالة تلك القوالب واحدًا تلو الآخر بالتناوب مع اللاعبين الأخرين، حتى يسقط البرج ويقع.